# Chantal Janzen
Chantal Janzen (Tegelen, 15 febbraio 1979) è un'attrice e conduttrice televisiva olandese.
Ha presentato l'Eurovision Song Contest 2021 con Edsilia Rombley, Jan Smit e Nikkie de Jager, cosa che avrebbe dovuto fare l'anno precedente, quando l'evento venne cancellato.

## Biografia
Nata a Tegelen, nel Limburgo, ha studiato presso l'Università delle arti di Amsterdam, concentrandosi su canto, recitazione e danza. Successivamente ha preso parte a diversi musical tra cui Crazy for You, Hamelen, La febbre del sabato sera, 42nd Street, La bella e la bestia, Tarzan e Petticoat.
Nel 2011 passa dall'emittente AVRO a RTL Nederland sostenendo di voler allargare i suoi orizzonti e per cui presenta diversi talent e reality tra cui Everybody Dance Now, The Voice of Holland e Holland's Got Talent.
Tra il 2015 e il 2016 ha presentato The Voice Kids in Germania.
Nel 2019 è stata annunciata tra i tre presentatori dell'Eurovision Song Contest 2020 di Rotterdam con Edsilia Rombley e Jan Smit. Dopo la cancellazione dell'evento causata dalla pandemia di COVID-19, è stato annunciato che i 3 conduttori, insieme a Nikkie de Jager, sono stati riconfermati per l'edizione 2021.

## Filmografia parziale

### Cinema
- Volle maan, regia di Johan Nijenhuis (2002)
- Loverboy, regia di Lodewijk Crijns (2003)
- Pista!, regia di Marc Willard (2003)
- Fighting Fish, regia di Jamel Aattache (2004)
- Feestje!, regia di Ruud van Hemert (2004)
- De dominee, regia di Gerrard Verhage (2004)
- Deuce Bigalow - Puttano in saldo, regia di Mike Bigelow (2005)
- Kicks, regia di Albert ter Heerdt (2007)
- Alles is liefde, regia di Joram Lürsen (2007)
- De Hel van '63, regia di Steven de Jong (2009)
- Het Geheim, regia di Joram Lürsen (2010)
- Soof, regia di Antoinette Beumer (2013)
- Pak van mijn hart, regia di Kees van Nieuwkerk (2014)

## Televisione

### Conduttrice (parziale)
- Idols 3 (RTL 4, 2005-2006)
- Staatsloterij Live (RTL 4, 2005-2006)
- Staatsloterij €100.000 Show (RTL 4, 2006)
- Chantal@AVRO.nl (AVRO, 2008)
- Het Pink Ribbon Gala (AVRO, 2008-2009)
- Uitmarkt Musical Sing-Along (AVRO, 2008-2010)
- Joseph Backstage (AVRO, 2008)
- Gouden Televizier-Ring Gala (AVRO, 2008-2010)
- Chalet Chantal (AVRO, 2008)
- Zóóó 30 (AVRO, 2009)
- Weten zij veel!? (AVRO, 2009-2010)
- Everybody Dance Now (RTL 4, 2013-2015)
- Holland's Got Talent (RTL 4, dal 2013)
- Het beste van Holland's Got Talent (RTL 4, 2014)
- The Voice Kids (Sat.1, 2014-2016)
- Dance Dance Dance (RTL 4, 2015-2018)
- Chantal komt werken (&C/RTL 4, dal 2017)
- Chantals Pyjama Party (RTL 4, dal 2019)
- Dancing with the Stars (RTL 4, dal 2019)
- The Voice of Holland (RTL 4, dal 2019)
- Eurovision: Europe Shine a Light (NPO, 2020)
- Eurovision Song Contest 2021 (AVROTROS/NOS/NPO, 2021)